# Đắc Pring
Đắc Pring is een xã in het district Nam Giang, een van de districten in de Vietnamese provincie Quảng Nam. Đắc Pring heeft ruim 850 inwoners op een oppervlakte van 309 km².
Đắc Pring grenst in het zuidwesten aan de provincie Sekong in Laos.